# Monencyanthes
Monencyanthes là một chi thực vật có hoa trong họ Cúc (Asteraceae).

## Loài
Chi Monencyanthes gồm các loài: